# Monte Salisbury
Il Monte Salisbury (in lingua inglese: Mount Salisbury), è una montagna antartica, priva di ghiaccio e alta 970 m, situata sul fianco occidentale delle pendici inferiori del Ghiacciaio Scott, all'estremità meridionale delle Karo Hills, nei Monti della Regina Maud, in Antartide.
Il monte fu avvistato per la prima volta e grossolanamente mappato dalla prima spedizione antartica (1928-30) dell'esploratore polare statunitense Byrd.
La denominazione è stata assegnata dall'Advisory Committee on Antarctic Names (US-ACAN) in onore di James B. Salisbury, che condusse studi sulle radiazioni cosmiche alla Stazione McMurdo nel 1965.